# NDUFS3
NDUFS3 (англ. NADH:ubiquinone oxidoreductase core subunit S3) – білок, який кодується однойменним геном, розташованим у людей на короткому плечі 11-ї хромосоми.  Довжина поліпептидного ланцюга білка становить 264 амінокислот, а молекулярна маса — 30 242.
| 10         |  | 20         |  | 30         |  | 40         |  | 50         |
| ---------- |  | ---------- |  | ---------- |  | ---------- |  | ---------- |
| MAAAAVARLW |  | WRGILGASAL |  | TRGTGRPSVL |  | LLPVRRESAG |  | ADTRPTVRPR |
| NDVAHKQLSA |  | FGEYVAEILP |  | KYVQQVQVSC |  | FNELEVCIHP |  | DGVIPVLTFL |
| RDHTNAQFKS |  | LVDLTAVDVP |  | TRQNRFEIVY |  | NLLSLRFNSR |  | IRVKTYTDEL |
| TPIESAVSVF |  | KAANWYEREI |  | WDMFGVFFAN |  | HPDLRRILTD |  | YGFEGHPFRK |
| DFPLSGYVEL |  | RYDDEVKRVV |  | AEPVELAQEF |  | RKFDLNSPWE |  | AFPVYRQPPE |
| SLKLEAGDKK |  | PDAK       |  |            |  |            |  |            |

A: Аланін

C: Цистеїн

D: Аспарагінова кислота

E: Глутамінова кислота

F: Фенілаланін

G: Гліцин

H: Гістидин

I: Ізолейцин

K: Лізин

L: Лейцин

M: Метіонін

N: Аспарагін

P: Пролін

Q: Глутамін

R: Аргінін

S: Серин

T: Треонін

V: Валін

W: Триптофан

Кодований геном білок за функцією належить до оксидоредуктаз. 
Задіяний у таких біологічних процесах як транспорт, транспорт електронів, дихальний ланцюг. 
Білок має сайт для зв'язування з НАД, убіхіноном. 
Локалізований у мембрані, мітохондрії, внутрішній мембрані мітохондрії.